# Ken Bates
Kenneth William "Ken" Bates  (sinh 4 tháng 12 năm 1931) là một doanh nhân, nhà quản trị bóng đá và chủ khách sạn người Anh. Ông từng tham gia vào việc thành lập Premier League, phát triển sân vận động Wembley và là cựu ông chủ và chủ tịch của Chelsea F.C. và Leeds United AFC.
Ông có năm năm làm chủ tịch Oldham Athletic trong những năm 1960 và cũng có một khoảng thời gian tại Wigan Athletic. Năm 1982 Bates mua Chelsea với giá 1 bảng Anh. Trong khoảng thời gian của ông tại câu lạc bộ ông có một cuộc chiến kéo dài với các nhà đầu tư bất động sản để giữ lại sân nhà của câu lạc bộ Stamford Bridge. Những năm cuối tại Chelsea câu lạc bộ thường đứng trong top 6 tại Premier League, và giành những danh hiệu lớn đầu tiên kể từ những năm 1970, mặc dù khiến cho câu lạc bộ chịu số nợ khoảng 80 triệu bảng. Tháng Bảy 2003, ông bán câu lạc bộ cho tỷ phú người Nga Roman Abramovich với giá 140 triệu bảng.
Tháng Một 2005, Bates mua 50% cổ phần tại Leeds United, một câu lạc bộ khác cũng phải vật lộn với gánh nặng nợ nần. Tháng Năm 2007, Leeds bị phá sản, và xuống League One. Câu lạc bộ lên lại Championship năm 2010 và vào tháng 5 năm 2011, xác nhận rằng Bates trở thành chủ sở hữu duy nhất. Tháng Mười một 2012, Bates bán cổ phần của ông tại Leeds United cho GFH Capital.

## Cuộc sống cá nhân
Being kết hôn ba lần, ông hiện đang định cư tại Monaco với người vợ hiện tại, Suzannah. Ông có năm người con.